# Koós László
Koós László (Győr, 1932. június 23. – 2008. július 31.) magyar bajnok labdarúgó, csatár, hátvéd.

## Pályafutása
Egész pályafutása alatt a Győri Vasas ETO csapatában játszott. Az 1950-es években még csatárként, később hátvédként. Többször volt a csapat házi gólkirálya. Tagja volt 1963 őszén bajnokságot nyert csapatnak, mint jobbhátvéd.
Visszavonulása edzőként dolgozott. 1978-tól az ETO pályaedzője volt. Vezetőedzőként dolgozott a mosonmagyaróvári MTE és Győri Elektromos és a Csorna csapatainál. 1991-től a MOTIM TE szakosztály-igazgatója lett. 1992-ben a megyei edzőbizottság elnökének választották. 1995-től a Győr-Sopron megyei Labdarúgó-szövetség titkára volt.
2000-ben a megyei labdarúgó-szövetség a Megye Labdarúgásáért Díjjal tüntette ki. 2003-ban egykori csapattársaival Deák Ferenc-emlékérmet kapott.

## Sikerei, díjai
- Magyar bajnokság
  - bajnok: 1963-ősz
- Megye Labdarúgásáért Díj (2000)
- Deák Ferenc-emlékérem (2003)